# Silvalde
Silvalde ist eine portugiesische Gemeinde (Freguesia) im Concelho Espinho. 
Sie liegt am südlichen Stadtrand von Espinho und ist mit einem Haltepunkt an der Linha do Vouga an das überregionale Bahnnetz angeschlossen.
Mit Wirkung vom 1. Juli 2003 wurde der Ort zur Vila erhoben. Schutzpatron der Gemeinde ist der Apostel Jakobus der Ältere. 

## Bauwerke
- Igreja de São Tiago